# Свети Илия (Дорково)
Вижте пояснителната страница за други значения на Свети Илия.
„Свети Пророк Илия“ е българска църква в село Дорково, община Ракитово.
Строежът на църквата започва през 1926 г. по инициатива на кмета Ангел Нисторов и свещеник Фоти Минов, преселник от село Клепушна, Серско. Една част от средствата за построяването на църквата са осигурени от Общината, а друга част, както и доброволен труд, са от местното население – българи, армъни и помаци. Архитект е Костадин Мумджиев, а планът на църквата представлява умалена форма на катедралния храм „Св. Александър Невски“ в София. Открита е през есента на 1928 г. До 1931 г. в нея служи свещеник Фоти Минов.
Представлява кръстокуполна църква с абсида на изток и камбанария, в която има две камбани. Голямата камбана е дарение от Щерю Караманов. Дължината ѝ е 20 m, ширина – 13 m и височина – 20 m, с площ – 265 m2. Централният купол е с четири полукръгли свода. Източната страна на наоса завършва с олтар с един престол, а западната част с емпория.